# Валеня, Иван Юрьевич
Иван Юрьевич Валеня (укр. Іван Юрійович Валеня; род. 15 января 1947 года, Тарасовка, Тернопольская область) — украинский государственный деятель, депутат Верховной рады Украины I созыва (1990—1994).

## Биография
Родился 15 января 1947 года в селе Тарасовка, Тернопольской области Украинской ССР.
В 1970 году окончил Харьковский авиационный институт, после чего работал в институте инженером, старшим инженером, младшим научным сотрудником, старшим научным сотрудником, заведующим научно-исследовательским отделом. Имеет звание кандидата технических наук
С 1987 года был членом КПСС.
В 1990 году в ходе первых альтернативных парламентских выборов в Украинской ССР был выдвинут кандидатом в народные депутаты, 18 марта 1990 года во втором туре был избран народным депутатом Верховного совета Украинской ССР XII созыва (в дальнейшем — Верховной рады Украины I созыва) от Комсомольского избирательного округа № 372 г. Харькова, набрал 60,22 % голосов среди 4 кандидатов. В парламенте входил в депутатскую группу «Народная рада», был заместителем председателя комиссии по вопросам Чернобыльской катастрофы. Депутатские полномочия истекли 10 мая 1994 года.
Является лауреатом премии имени Островского в области науки и техники.